# Історія промислового освоєння нафти і природного газу Сполучених Штатів Америки

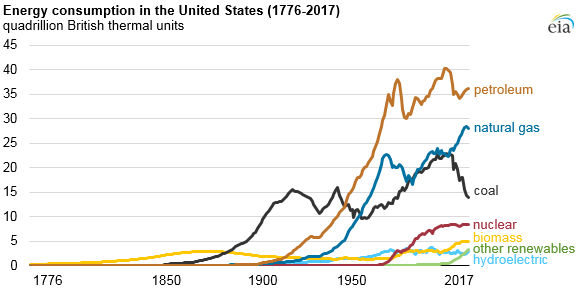
Споживання енергії в США, з розбивкою за джерелами, 1775—2010. Вертикальна вісь в квадрильйонах БТЕ.

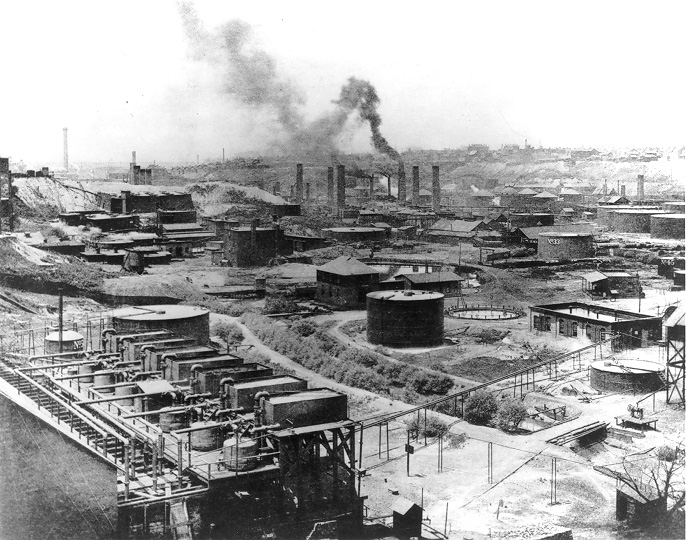
Нафтоперегінний завод Standard Oil в Клівленді, штат Огайо (1899 рік).

Історія промислового освоєння нафти і природного газу Сполучених Штатів Америки починається на межі XIX—XX ст. (див. рис.)

## Нафта
У 1854 р. канадський лікар і геолог А. Ґеснер запатентував у США спосіб отримання освітлювальної олії з кам'яного вугілля, яку він назвав «керосин» (у перекладі з грецької — «воскова олія», українською — «гас»). Якість цього продукту була невисокою, але дорожнеча китового жиру для світильних ламп сприяла поширенню нового палива на ринку. У тому ж 1854 р. нью-йоркський юрист Дж. Біссел і банкір Дж. Таунсенд розробили амбітний проект створення нафтової промисловості в США з метою заміни вугільного гасу та органічних світильних олій на продукти нафтопереробки. Вони ж утворили і першу американську компанію з видобутку нафти «Пенсильванія рок ойл компані» (Pennsylvania Rock Oil Company), яка з часом змінила назву на «Сенека ойл» (Seneca Oil). Засновники та перші інвестори знали про численні виходи «гірської олії» (нафти) вздовж ріки Ойл-Крік на північному заході Пенсильванії, де нафту збирали в невеликій кількості з поверхні струмків і використовували як лікарську сировину. Природно було очікувати знайти тут нафту у великих кількостях. Але чи можливо отримати з нафти якісну світильну олію? Підприємці звернулись до викладача хімії Єльського університету Б. Сіллімана (молодшого) із замовленням дослідити нафту та продукти її переробки як світильного та мастильного матеріалів (історія зберегла навіть суму гонорару — 526 доларів). Звіт ученого, датований 16 квітня 1855 р. був наданий компанії-замовнику з констатацією можливості отримання високоякісної світильної олії. Це було першим кроком розвитку нафтового бізнесу в США, який завдяки небаченій динаміці свого розвитку вплинув на хід світової історії.
Перші кроки американського нафтовидобування сповнені драматичного протистояння піонерів нової справи та «великого невідомого» у надрах землі, а також традиційного скепсису суспільної думки до справи початківців. Влітку 1856 р. Дж. Біссел вирішив застосувати свердловинні способи видобутку розсолів для пошуку й видобутку нафти. Спроб свердловинного нафтовидобування в Америці й Канаді на той час було обмаль, успіхів вони не мали, існували великі сумніви, чи свердловинна технологія взагалі є придатною в цій справі. Помпувати нафту з-під землі як воду, інвестори вважали безумством і відмовлялися фінансувати такі проекти (нафта тоді вважалася особливими в'язкими виділеннями вугільних пластів).

Ідеолог створення нафтової промисловості США Дж. Біссел і хімік Б. Сілліман, який отримав у 1855 р. чистий нафтовий дистилят (гас)

У 1857 р. «Пенсильванія рок ойл компані» найняла одного зі своїх дрібних акціонерів залізничника Едвіна Дрейка для пошуків перспективних ділянок нафтовидобутку. Для збільшення авторитету компанії й сприяння місцевої влади у супровідних документах він був названий полковником Дрейком (з цим «міфічним» званням він увійшов у світову історію нафтовидобутку). У грудні він прибув у невеличке селище лісорубів Тайтусвіль, що на північному заході Пенсильванії, дослідив місцеві околиці й зареєстрував на ім'я компанії ділянку в двох милях від селища вниз за течією Ойл-Крік.
Навесні 1858 р. Дрейк як генеральний представник вже «Сенека ойл» (перезаснована «Пенсильванія рок ойл компані») прибув у Тайтусвіль і розпочав пошукові роботи. Спершу копали розвідувальні шурфи (колодязі), які не дали бажаних результатів. На отримані від інвесторів гроші за досвідом соляних промислів було змонтовано паровий двигун і бурове обладнання. Буріння розпочали лише наступної весни. Досвіду не було, довго шукали спеціаліста-бурильника (найняли слюсаря А. Сміта), довіра до справи була мінімальна, впертого Дрейка робітники вважали божевільним. Буріння йшло важко, на глибині близько 5 м стінки свердловини почали змикатися і для їх утримання Дрейк вирішив забивати труби (чим винайшов і вперше успішно застосував спосіб буріння з обсадними трубами). Наприкінці серпня 1859 р. керівництво компанії втратило останню надію й відправило листа й грошовий чек для закриття робіт. Цей лист надійшов на другий день після того, як велика нафта Америки була відкрита! 27 серпня бур провалився в пустий простір на глибині близько 21 м, а наступного ранку на поверхню почала прибувати нафта. Прилаштувавши до свердловини ручну помпу робітники почали викачувати нафту, наповнюючи різноманітні бочки, бутилі та інші ємності. Те, що багатьом здавалося фантастикою, виявилось можливим. Новина майже миттєво розійшлася округою й спричинила початок нафтової лихоманки, багато в чому схожої на золоту лихоманку в Каліфорнії. Маленький Тайтусвіль почав швидке зростання, утворюючи перший американський центр нафтовидобутку.
Едвін Дрейк став визнаним авторитетом у нафтовидобувній галузі, пізніше — першим маклером на Нью-Йоркській фондовій біржі, що спеціалізувалася на акціях нафтовидобувних компаній, проте збанкрутував і закінчив життя майже жебраком.
Організатор і «двигун» справи Дж. Біссел, взявши великі позики, зміг скупити найбільші ділянки навколо Тайтусвіля і виграв, став одним з найбагатших людей Америки. Банкір Дж. Таунсенд, який ризиковано фінансував проект у найбільш важкі часи, не отримав такої щасливої вдачі й вважав себе несправедливо обділеним.
Вже 1860 р. вздовж Ойл-Крік утворився Нафтовий район де діяло 75 свердловин і 15 установок для переробки сирої нафти на гас, загальний видобуток у цьому році склав 450 тис. барелів. У 1861 р. бурильники вперше натрапили на геологічні умови нафтових «фонтанів» (фонтануючих свердловин), що різко збільшило масштаби видобутку. У 1862 р. він досяг 3 млн барелів.
Дика жага видобувати якомога більше, призводила до нераціонального користування надрами, масових спекуляцій нафтоносними земельними ділянками, численних фінансових злетів і банкрутств, частих міграцій населення, транспортних проблем, що закінчилось депресією галузі в 1866—1867 рр. Далі слідували підйоми і спади, черговий — на початку 1870-х років.
Основний центр промислової переробки нафти сформувався у місті Клівленді штат Огайо (близько 120 км на захід від кордону з Пенсильванією). У лютому 1865 р. найбільша нафто-переробна компанія Клівленда перейшла в одноосібну власність Джона Рокфеллера (він відкупив частину фірми у свого партнера М. Кларка). Цим був покладений початок монополізації амери-канського нафтовидобутку і створення світових корпорацій сучасного типу. У 1866 р. Дж. Рокфеллер організував у Нью-Йорку ще одну компанію для експорту гасу та торгівлі ним на атлантичному узбережжі.
У 1870 р. на базі фірми «Рокфеллер, Андрюс і Флаглер» була створена славнозвісна акціонерна компанія «Стандарт ойл» (Standard Oil) з початковим капіталом в 1 млн доларів, яка зосереджувалась на переробці, транспортуванні та торгівлі нафтою та продуктами її переробки (видобуток спершу не входив у її пріоритети). Назва компанії означала стандартну якість продукту. Рокфеллер і Флаглер розробили концепцію перемоги над конкурентами шляхом контролю над залізничним постачанням нафти. Вони зацікавили залізниці картельною угодою, за якою лише члени картелю (здебільшого — підприємства «Стандарт ойл») отримували знижки на транспортування, більш того, в разі перевезення нафти інших компаній, залізниці сплачували Рокфеллеру відступні (чверть від вартості перевезень). Швидко стало зрозуміло, що невдовзі залишиться лише один покупець на весь Нафтовий район. «З усіх способів придушення конкуренції, будь-коли спланованих групою американських промисловців, цей був найжорстокіший», — писав біограф Дж. Рокфеллера. Почалася перша «нафтова війна».
Численні видобувні артілі, маленькі компанії, буровики свердловин об'єднались і почали бойкотувати переробників і транспортні кампанії, багато з них збанкрутували, а їх підприємства скуповувала «Стандарт ойл». Перший етап «нафтової війни» закінчилася перемогою нафтовидобувників, втримати транспортну монополію не вдалося. Але Дж. Рокфеллер у 1872 р. вже володів більшістю переробних заводів Клівленда та Нью-Йорка, створивши найбільшу нафтопереробну корпорацію. У 1879 р. він контролював вже 90 % американських нафтопереробних потужностей і ставив задачу очолити світову нафтову промисловість.
Початок XX ст. у нафтовій промисловості США позначився впевненим домінуванням компанії «Стандард Ойл» (заснована в 1870 році) у межах країни та початком міжнародної корпоративної конкуренції в першу чергу зі створеною в 1907 р. британсько-голландською компанією «Ройял Датч Шелл». У 1911 р. за рішенням Верховного Суду США компанія «Стандард Ойл» з метою усунення монопольного становища була розділена на 34 менші компанії, які між тим латентними зв'язками продовжували єднання з Джоном Рокфеллером. Такі «уламки» «Стандард Ойл» як майбутні «Exxon», «Socony», «Mobil», «Chevron» та ін. тільки підтвердили великий потенціал корпорації, який відповідав новим викликам «автомобільної революції» в США. «Стара домівка» — так нафтовики США називали «Стандард Ойл».
У 1910-ті роки нова автомобільна галузь США, яка динамічно розвивалася, обумовила значне збільшення обсягів нафтовидобування для виробництва бензину, причому прогнозовані темпи зростання випуску автомобілів визначали критичну межу запасів нафти на розвіданих родовищах США. Починалася «автомобільна революція» або «ера моторизації американського народу», яка змінила стиль життя Америки, а пізніше — усього світу. «Людським фактором» цих змін виступили організаційний талант і візіонерство Генрі Форда, який не тільки першим впровадив автоскладальний конвеєр і повний цикл виробництва, але створив мрію й нові можливості для мільйонів американців. Вже наприкінці 20-х років у США було 3,4 млн зареєстрованих автомобілів (78 % від світової кількості). За десятиріччя (з 1919 по 1929 рр.) обсяг споживання нафти в країні збільшився в 2,5 рази, причому бензин у 1929 р. складав 85 % від загального споживання нафти. Перша бензоколонка світу з'явилася в 1907 р. у Сент-Луїсі (до цього бензин продавали у магазинах з бідонів), у 1921 р. кількість АЗС вже сягала у США 12 тис., а в 1929 р. — 143 тис.. Масштаби й динаміка зростання автомобільної галузі США вимагали адекватної відповіді галузі нафтовидобування.
Директор Геологічної служби США в 1910-ті роки Джордж Отіс Сміт попереджав про можливість «бензинового голоду» і необхідність масштабних геологічних розвідок як в середині, так і за межами країни. Певна надія покладалася на знайдені в горах Колорадо, Юти та Невади великі запаси сланцевої нафти, але її собівартість виявилась на той час економічно неприйнятною. Уряд США надавав допомогу нафтовим компаніям і підприємцям, що інвестували в пошуки й розробку нових родовищ, у тому числі підтримував їх у «поході» за нафтою інших країн. У 1912 р. був створений «недоторканий нафтовий запас» США на випадок війни або гострої економічної кризи.
Попит на нафту стимулював рух геологів, нафтовиків і численних, здебільшого дрібних підприємців на пошуки нових нафтових скарбів. Поруч зі «старим» нафтовим районом (Пенсильванія, Огайо) на початку XX ст. почали формуватися нові райони на півдні й заході країни: Оклахома, Каліфорнія, Техас.
Геологи вказували на Оклахому як на штат з дуже високим нафтовим потенціалом. Пошукові артілі й окремі старателі почали скуповувати землі індіанських резервацій і бурити, часом «на вдачу», численні свердловини. Більшість з цих людей не збиралися створювати нафтові компанії й видобувати нафту. Їх мрією було знайти на придбаних ділянках «чорне золото» й продати ці ділянки потужним компаніям за «грубі гроші». Успіх прийшов 22 листопада 1905 р. Роберту Галбрейту та Френку Чеслі, які бурили поблизу міста Талса на землях індіанки Іди Гленн, ім'ям якої й було назване відкрите потужне родовище «Гленн-Пул» (Glenn Pool). Відкриття багатої нафти викликало черговий нафтовий бум і навалу тисяч старателів, робітників і шукачів пригод (протягом 1906 р. прибуло понад 3 тис. осіб). Численні фонтануючі свердловини району викидали сумарно понад 100 тис. барелів нафти за добу, але при відсутності нафтогону, ця сировина майже нічого не коштувала. Цим скористався спритний ділець Гаррі Сінклер, який займався в Оклахомі купівлею-продажем дрібних нафтових ділянок. Він за безцінь скуповував усю нафту, яку буровики відводили у вириті запруди (бо дівати не було куди), спорудив велику кількість сталевих цистерн і зберігав там сировину до завершення будівництва нафтопроводу, після чого продав нафту в середньому у 12 разів дорожче, ніж купував. Утворена Сінклером на цій оборудці нафтова компанія невдовзі стала одним з лідерів нафтовидобутку штату. У 1907 р. Оклахома видобула найбільшу кількість нафти серед штатів США, а містечко Талса, де розпочалося будівництво десятків нафто-переробних заводів, стало на деякий час нафтовою столицею Америки. «Гленн-Пул» дав 340 млн барелів. Подальший розвиток нафтовидобутку в Оклахомі був пов'язаний з освоєнням берегів ріки Сімаррон, де також знайшли велику нафту.
Один з перших художніх фільмів Голівуду з умовного циклу «Нафта править світом» закономірно отримав назву «Нафта Оклахоми» (режисер Стенлі Крамер, 1973 р.), що свідчить про ототожнення цього штату в суспільній думці американців з великою нафтою.
Справжнім «нафтовим ельдорадо» виявилась Південна Каліфорнія. За іронією долі іспанці, які першими з європейців відкрили й колонізували ці землі, не змогли віднайти величезні й різноманітні скарби місцевих надр. Ще 1776 р. іспанці заснували форт у затоці Золоті ворота, назвавши його на честь святого Франциска Ассізького. Місто Сан-Франциско стало одним із важливих центрів освоєння земель Нової Іспанії (Каліфорнії), хоча Північна Америка тривалий час розглядалася іспанцями як безперспективна територія саме з погляду на відсутність корисних копалин (у першу чергу — благородних металів). На географічних картах вона позначалася «Tierras de ningun provecho», тобто «землі, які не обіцяють пожитку». Фатальну помилку іспанців, які першими дійшли до найбагатших золотих і нафтових територій Америки, але не розпізнали свого жаданого Ельдорадо, пояснюють тим, що шукали вони «вогнем і мечем», а не «киркою й лопатою».
Перша нафта в Каліфорнії була виявлена ще 1876 р. розвідниками кампанії «Star Oil» (родовище Піко-Каньйон північніше Лос-Анджелеса), але видобуток нафти з однієї свердловини не перебільшував 25 барелів за добу, що лише вказувало на доцільність подальших пошуків (їх вели геологи-нафтовики, які вперше з'явилися саме в Каліфорнії). Подібні знахідки дали підстави утворити в 1879 р. місцевим підприємцям Ч. Фелтону, Л. Тевісу та Дж. Лумісу «Тихоокеанську берегову нафтову компанію» («Pacific Coast Oil»), яку в 1900 р. придбала «Стандард Ойл», утворивши в 1906 р. «Каліфорнійський Стандард» («Standard Oil of California»), чим ще більше розширила домінування імперії Дж. Рокфеллера в США. Ще раніше частина нафтовиків-під¬приємців Каліфорнії, зокрема Л. Стюарт, Т. Бард, В. Хардісон вирішили протистояти нафтовому гіганту та об'єдналися в альтернативний союз, утворивши в Сан-Паулу кампанію «Union Oil». Вона спромоглася побудувати свої нафтопроводи від родовищ округу Керн до нафтопереробних заводів на узбережжі Тихого океану і вистояла в складній конкурентній боротьбі. Варто також зазначити компанію Едварда Доені, яка пробурила першу успішну свердловину біля міста Лос-Анджелес (1892 р.), розпочавши каліфорнійський нафтовий бум.
Специфіка освоєння нафтових родовищ Каліфорнії полягала в тому, що її територія знаходилась на значному віддаленні від основного споживчого ринку — сходу США, що стримувало значні капіталовкладення. З іншого боку розкривалися тихоокеанські ринки Азії і саме західне узбережжя з часом ставало значним споживачем. Відкриті в 1890-х роках потужні нафтові родовища підтвердили перспективність регіону — розпочалася ера каліфорнійської нафти. Основний нафтогазоносний район Каліфорнії — долина ріки Сан-Хоакін, яка включає найбільш потужні родовища Мідвей-Сансет (відкрите в 1894 р.), Нафтове родовище ріки Піхотинця (1899 р.), Південний Белрідж (1911 р.), що в окрузі Керн. Значні родовища були відкриті також в басейні ріки Лос-Анджелес — Вілмінгтон (1932 р.), Санта-Фе-Спрінгс, Лонг-Біч. У 1914 р. в окрузі Вентура свердловина Ральфа Ллойда і Джозефа Дебні на глибині 780 м дала нафтовий фонтан руйнівної сили. За кілька років округ Вентура і навколишні території були щільно заповнені нафтовими вежами.
Невдовзі естафета знахідок від Каліфорнії перейшла до сусіднього Техасу. Відкриття техаської нафти певною мірою пов'язано з ім'ям шкільного вчителя П. Хіггінса, який разом з учнями часто відвідував пагорб Спіндлтоп поблизу міста Бамонт на південному сході Техасу. Місцеві водні джерела, що виділяли газ, навели вчителя на думку про можливу наявність тут нафти. У цьому районі вже були невдалі буріння свердловин, тому ідеї Хіггінса нафтовики зустріли вельми скептично. Проведені поблизу Бамонта попередні геологічні дослідження теж давали негативний прогноз щодо наявності нафтових родовищ. Проте Хіггінс, простудіювавши всю наявну нафтову літературу, впевнено, часом нав'язливо доводив усім перспективність пагорба Спіндлтоп (за що отримав від містян прізвисько «лунатика», навіженого «міфічною техаською нафтою»).
Хіггінсу вдалося зібрати невеликі інвестиції та зацікавити своїм «нафтовим районом» гірничого інженера, вихідця з Австро-Угорщини Ентоні Лукаса (Антона Лючича), приятеля уславленого винахідника Ніколи Тесли, з яким вони разом вчилися в Політехніці Гарца. Лукас працював на соляних рудниках Луїзіани, вів на узбережжі Мексиканської затоки успішні геологічні розвідки солі, іноді знаходив і прояви нафти. У 1899 р. він погодився на пропозицію Хіггінса зайняти місце інженера-бурильника в спільній компанії. У 1900 р. Лукас заклав свердловину поблизу підніжжя пагорба Спіндлтоп, справедливо вгледівши у його формі соляний купол, під яким могла бути нафта. Буріння йшло по міцних пісковиках. На глибині 275 м гідравлічний бур вийшов з ладу, грошей на оновлення обладнання не було й компаньйони звернулися «по допомогу» до Дж. Рокфеллера, але «Стандард Ойл» цього разу «дала осічку», не відчувши техаської перспективи. Партнерів підтримала бурильна кампанія Дж. Гейлі та Дж. Гаффі з Пітсбурга. 10 січня 1901 р., коли свердловина сягнула глибини 370 м відбувся викид газу і забив нафтовий фонтан висотою понад 60 м.
«Фонтан Лукаса» розпочав масштабне явище, відоме як «Техаський нафтовий бум», що призвів до бурхливого розвитку економіки штату. Тільки подивитись на фонтануючу свердловину, яка давала 75 тис. барелів на добу, прибуло понад 50 тис. осіб. На місці буріння утворилося ціле нафтове озеро площею 40 га. Населення Бамонта за рік зросло з 8 тис. до 60 тис. осіб, причому на початок 1902 р. у місті вже було зареєстровано 600 нафтових компаній, а в околицях діяло (або бурилося) 285 свердловин, які з часом перейшли до новоствореної потужної компанії «Ґалф Ойл» («Gulf Oil»), що належала фінансовій групі Меллонів. Утворилася також досить агресивна компанія «Тексако» (власник — Дж. Каллінан), яка з часом відійшла «Стандард Ойл». Першовідкривачі Хіггінс, Лукас, Гейлі та Гаффі отримали мізерні (у порівнянні з «Ґалф Ойл») прибутки зі Спіндлтопського родовища, але зробили вагомий внесок у відкриття техаської нафти, яка на думку багатьох експертів «допомогла США стати наддержавою». Американський комітет з нафти і газу призначив Ентоні Лукаса своїм довічним почесним головою, а в місті Бамонт в 1941 р. йому встановили 15-метровий гранітний постамент. Спіндлтопське родовище дало понад 50 млн барелів нафти, видобуток продовжується до сьогодні.
Техас зумів здивувати нафтовий світ ще раз у 1930 р., коли було відкрите велетенське родовище Іст-Тексас (East Texas) на сході штату (160 км на схід від Далласа). Воно займає гігантську площу 570 км² і нараховує понад 30,3 тис. старих і діючих свердловин (це друге за запасами та перше за кількістю видобутої нафти з моменту відкриття родовище США).
Перші спроби свердловинних пошуків нафти велись тут ще з 1911 р., але буріння сягало лише на кілька сотень метрів (існуюча техніка здебільшого «буксувала» на більших глибинах). Такі свердловини утворювали лише сухі отвори та призводили до банкрутств компаній-інвесторів та бурильних артілей. Найбільшу завзятість і наполегливість виявили бурильник Колумбус Маріон Джойнер і геолог-нафтовик А. Д. Ллойд, які відкрили нафту на колишніх землях фермерки Дейзі Бредфорд (на честь якої називали свої свердловини). 3 жовтня 1930 р. свердловина «Daisy Bradford № 3» на глибині 1078 м дала потужну нафту.
Свердловина Джойнера вцілила майже в південно-східну границю родовища, невдовзі в 14 км на північний захід від неї була пробурена ще одна успішна свердловина, яка забезпечувала добовий видобуток понад 22 тис. барелів нафти, а на початку 1931 р. ще одна свердловина в 40 км на північ від «Дейзі Бредфорд № 3» дала багату нафту, причому всі три свердловини були майже однакової глибини (1070—1100 м). Деякий час ці свердловини вважали щасливими знахідками трьох різних родовищ, проте між нафтовиками побутувала майже фантастична думка, що все це єдине велетенське родовище. Одним з перших, хто «зробив ставку» на цю сміливу ідею був Гарольдсон Хант. У листопаді 1930 р. він зустрівся з Джойнером у готелі «Baker» в Далласі й купив його свердловину та ділянку в 5580 акрів за нечувану в ті часи суму в 1,34 млн доларів. Активне скуповування Хантом ділянок в межах розвіданого трикутника та масове буріння свердловин забезпечили йому базу для створення в 1934 р. власної нафтової компанії «Hunt Oil Company», яка завдяки масштабам родовища Іст-Тексас достатньо швидко перехопила лідерство за обсягами видобутку нафти в США.
У роки Другої світової війни «Hunt Oil Company» надійно забезпечувала армії США та союзників нафтою та нафтопродуктами. Для транспортування нафти на переробні заводи у Філадельфію компанія спорудила найбільший на той час нафтопровід у світі (будувався в 1942—1944 рр.), так званий «Великий дюйм» довжиною 2300 км і діаметром 24 дюйми (610 мм). Транспортування танкерами було дуже ризикованим, оскільки німецькі підводні човни постійно полювали на танкери в Мексиканській затоці. У післявоєнні роки компанія Ханта щорічно вводила понад 300 нових свердловин, а сам нафтовий магнат у 1948 р. був визнаний найбагатшою людиною Америки. Управління багатьма нафтовими корпораціями зосередились у Далласі та Хьюстоні, які стали важливими нафтовими центрами США.
У другій половині XX ст. у США було відкрито чимало нафтових родовищ середньої та великої продуктивності і лише один велетенський нафтовий «слон», який перебільшив Іст-Тексас — родовище Прадхо-Бей на Алясці (1968 р.).
У США на початку XXI ст. близько 24 % сумарного нафтовидобутку видобувалося в Техасі, 23 % — на Алясці, 14 % — в Луїзіані, 13 % — в Каліфорнії, 4 % — в Оклахомі, 3,5 % — у Вайомінгу, 3 % — у Нью-Мексико, 2 % — у Канзасі і 1,4 % — у Північній Дакоті (інші штати — менше 1 %). У XXI ст. Аляска і Техас відкрили найбільшу кількість нових родовищ великої продуктивності, які суттєво збільшили нафтовий потенціал країни.

## Природний газ
Газова промисловість в Сполучених Штатах сходить до 1821 року, коли природний газ був відкритий і використаний у Фредонії, Нью-Йорк. З самого початку ринок природного газу був обмежений трубопровідною технологією. Газ для Фредонії, Нью-Йорк, в 1821 році поставлявся через дерев'яні труби, які не могли перевозити газ на великі відстані
У 1800-х роках в більшості міст США використовували міським газом, виробленим з вугілля на перших газових заводах — газовнях.

## Залучення дрібного й середнього бізнесу в буріння свердловин
Одним з головних «секретів» великого успіху США в освоєнні нафтогазових родовищ було й залишається масове буріння свердловин, причому рівний доступ до ділянок призводив до «нафтових бумів» із залученням на кожному потужному родовищі сотень бурильних артілей і окремих старателів, що інвестували в пошуки й видобуток нафти. Одночасно діяли й великі компанії, які конкурували між собою та об'єднаннями дрібних підприємців, проте частка «старателів» (дрібних підприємців) у відкритті нових родовищ завжди складала від 2/3 до 3/4.
Починаючи з 1939 р. щорічно в США бурилося 3 — 5 тис. розвідувальних свердловин, а з 1947 р. — близько 7 тис. При цьому одна розвідувальна свердловина припадала в США на 31 км2 перспективної нафтоносної території, тоді як середній показник інших нафтовидобувних країн складав у середньому 1259 км2 (тобто був гірший майже в 40 разів). Таким чином, імовірні запаси нафти в інших країнах з причин недостатньої вивченості не використовувались у таких масштабах, як у США. Загальна кількість свердловин (розвідувальні та видобувні) у 1930-40 рр. складала 28 — 33 тис. на рік, а в 1948 р. — 40 тис. (це понад 40 млн погонних метрів у рік), причому 16 % з них були «дикими кішками», тобто не були пов'язані з існуючими родовищами й бурилися «на вдачу». У тому ж 1948 р. нафту давали 443 тис. свердловин. У другій половині XX ст., незважаючи на збільшення ролі великих компаній, зазначені тенденції залучення дрібного й середнього бізнесу в буріння свердловин збереглися.